# 高木剛 (ディレクター)
髙木 剛（たかぎ つよし、1974年1月5日-）は、ニュー・ジェネレーション株式会社所属の代表取締役社長兼ディレクターである。

## 人物
- 大分県出身。血液型O型。
- 1991年に東宝舞台入社。半年間の大道具を経て制作会社に転職、フジテレビにてアシスタントディレクターとして下積みを積む。
- 主にバラエティ番組を手掛け、「めちゃ2モテたいッ!」など深夜番組のアシスタントディレクターを務めたのち、テレビ朝日にてディレクターに昇格した。

## 担当番組

### 現在の担当番組
- レギュラー番組
  - BIGLOBEプレゼンツ　フレンドリーバイきんぐ
  - クイズ!脳ベルSHOW
  - 鶴瓶のスジナシ!
  - 乃木坂46のガクたび!

- 特別番組
  - オールスター感謝祭
  - キングオブコント
  - キングオブコント生大反省会SP
  - 矢部&大輔シリーズ
  - ウンナン極限ネタバトル! ザ・イロモネア 笑わせたら100万円
  - 史上空前!! 笑いの祭典 ザ・ドリームマッチ
  - お笑いDynamite!
  - 東西対抗ドリームネタ合戦
  - 芸人記者vs超犯罪現場 体当たりスクープSP

- DVD
  - バイきんぐ「King」
  - バイきんぐ「エース」
  - バイきんぐ「クィーン」
  - バイきんぐ「Jack」
  - バイきんぐ「クローバー」
  - バイきんぐ「ハート」
  - バイきんぐ「ROYAL」
  - バイきんぐ「ぺあ」

### 過去の担当番組
- 新すぃ日本語
- 桂芸能社
- 渋谷でチュッ!
- まぶだちⅢ
- ウンナンのラフな感じで。
- まぶこえ
- ウンナンの気分は上々。
- 新すぃ○○!
- ドラゴン&ボールアワー
- お笑いLIVE10!
- ラジオな２人
- 炎の体育会TV
- 噂の現場直行ドキュメン　ガンミ

他多数